# Kapsch

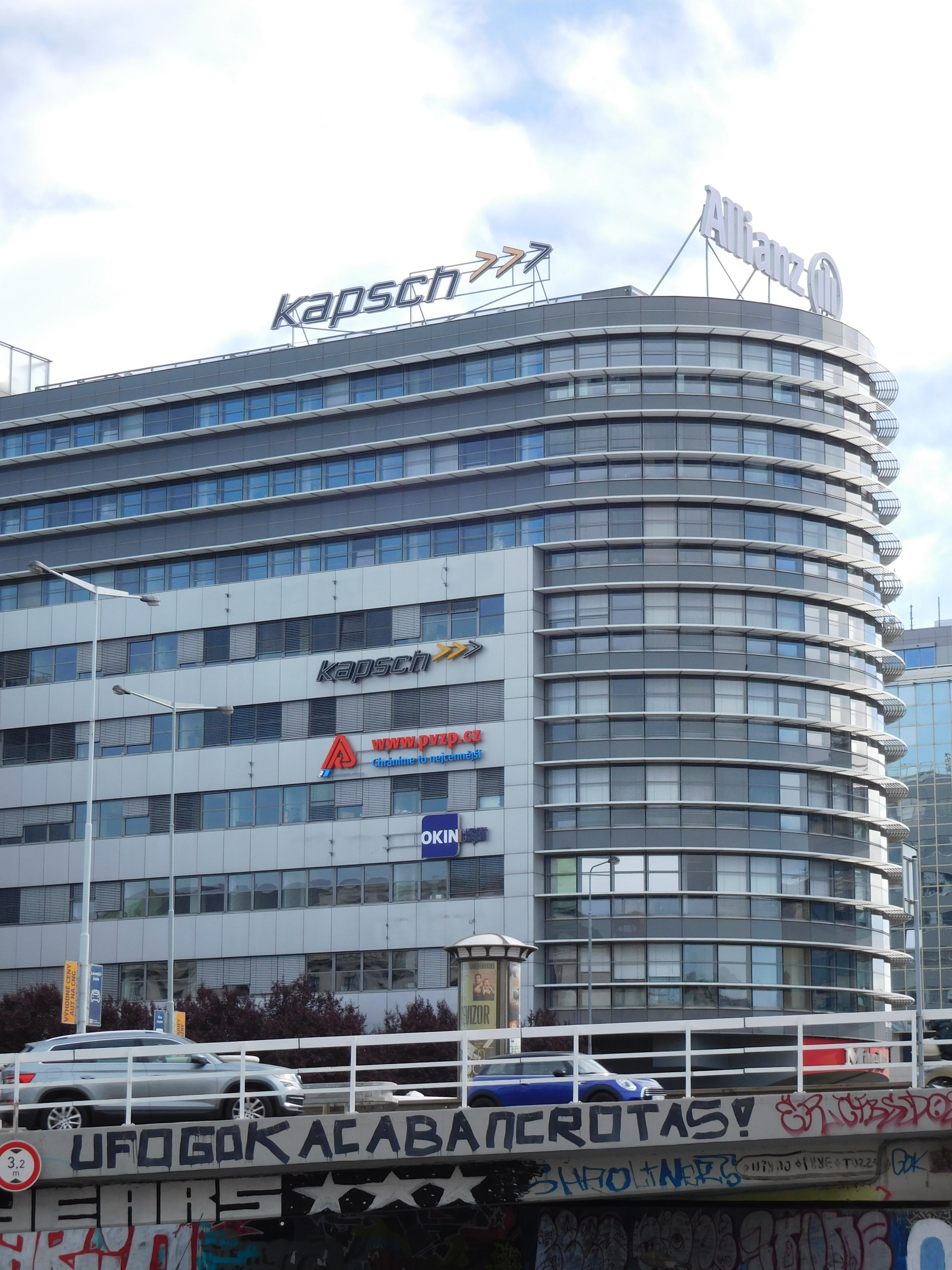
Sídlo české pobočky Kapsch, Praha - Karlín, Ke Štvanici 3

Skupina Kapsch (německá výslovnost [kapš]) je celosvětově působící firma zabývající se provozem mýtných systémů (referenční projekty ve 44 zemích světa – Rakousko, Spojené království, Rusko, USA, Brazílie, Indie, Jihoafrická republika), poskytováním telekomunikačních řešení a ICT služeb. Korporátní skupina zaměstnává více než 5 000 lidí. Skupina má celkový obrat 923,3 milionu eur (údaje z března 2014) a v témže roce investovala 95,5 milionu eur do výzkumu a vývoje. Společnost má hlavní sídlo ve Vídni a další pobočky v 33 zemích světa.

## Historie společnosti
Historie firmy Kapsch sahá do 19. století. Od svého založení v roce 1892 se Kapsch rozvíjel od výrobce telefonů po dodavatele systémů pro telematiku silničního provozu a telekomunikace. Kapsch se dodnes profiluje jako rodinná firma s významnými aktivitami v oblasti průmyslu v Rakousku. Majitel společnosti Georg Kapsch je mimo jiné prezidentem rakouského svazu průmyslu. Historie firmy začala, když Johann Kapsch (1845 – 1921) založil v záři 1892 dílnu zabývající se přesným strojírenstvím. Jedním z prvních zákazníků byla státem vlastněná Post- und Telegraphenverwaltung (Správa pošt a telegrafů). V roce 1916 došlo ke změně názvu na Telefon- und Telegrafen-Fabriks-Aktiengesellschaft Kapsch & Söhne in Wien (Akciová společnost Kapsch a synové vyrábějící telefony a telegrafy). Za první světové války firma vyráběla noční mířidla pro rakouské pušky a karabiny Mannlicher.
Kapsch po první světové válce rozšířil svůj sortiment a začal vyrábět kondenzátory, hliníkové trubky a suché baterie. V roce 1923 začal Kapsch vyrábět rádia, televize pak od roku 1955. Po Druhé světové válce se Kapsch významně zapojil do rekonstrukce rakouské telefonní sítě.

## Časová osa vývoje společnosti
- 1978: Přechod na digitální komunikační systémy – výroba desek plošných spojů

- 1984: Začátek produkce mobilních telefonů

- 1985: Kapsch se zapojuje do budování digitální telefonní infrastruktury v Rakousku a Maďarsku. Poprvé jsou použity telefony od Kapsche ve vlacích Rakouských spolkových drah
- 1989 -1999: Založení dceřiných společností a zastoupení v Maďarsku, České republice, Polsku, Slovensku, Ukrajině, Rusku, Slovinsku a Chorvatsku

- 1989: Zapojení do vývoje a představení technologií ISDN a GSM

- 1994: Evropské vlaky jsou vybaveny rádiovými soupravami od Kapsche

- 1995: Zavedení Rakouského systému EcoPoint

- 2000: Získání technologií na řízení dopravy od Bosch a Saab. Založení dceřiných společností a zakoupení podílů v místních firmách v Asii, Austrálii, jižní Americe a Jihoafrické republice.

- 2001: Převzetí firmy Schrack BusinessCom.

- 2002: Skupina Kapsch je nyní rozčleněna do 3 dceřiných společností
  - Kapsch BusinessCom AG, je předním poskytovatelem služeb ICT
  - Kapsch CarrierCom AG, je systémový integrátor telekomunikačních řešení pro železniční operátory a provozovatele pevných, mobilních, dopravních a přístupových sítí.
  - Kapsch TrafficCom AG, je poskytovatelem dopravních telematických systémů pro silniční a tratovou dopravu

- 2003: Kapsch TrafficCom AG, vybudoval v Rakousku systém elektronického výběrů mýta na bázi mikrovlnné technologie.

- 2004: Počátek komerčního provozu rakouského mýtného systému. Nové zastoupení je vybudováno v Číně, otevřena pobočka v Chorvatsku.

- 2005: Založení Kapsch Telematic Services GmbH s pobočkami v České republice a Maďarsku.

- 2006: Kapsch TrafficCom AG vybudoval mýtný systém v České republice.

- 2009: Kapsch TrafficCom AG vyhrál soutěž na vybudování mýtného projektu Gauteng v Jihoafrické republice.

- 2011: Kapsch TrafficCom AG vybudoval mýtný systém na většině komunikací v Polsku

- 2013: Kapsch TrafficCom AG vybudoval mýtný systém v Bělorusku.

- 2014: získal provozovatele Advanced Traffic Management Software (ATMS) Transdyn. Kapsch tak může poskytovat služby správy dopravy na bázi konec-konec.

- 2014: Kapsch CarrierCom získal Prodata Mobility Systems NV.

## Kapsch BusinessCom AG (KBC)
V roce 2001 Kapsch AG koupil většinu bývalé firmy SchrackBusinessCom AG, která byla následně zfúzvána s divizí Kapsch Enterprise. Výsledkem fúze je založení Kapsch BusinessCom AG. Tato firma pak začala působit po celé střední Evropě. V současnosti má dceřiné společnosti v České republice, Slovensku, Maďarsku, Rumunsku, Turecku a Polsku.
Firma je také regionálním prodejcem a partnerem společností v IT a telekomunikačním sektoru. Společnost je Cisco: Zlatý certifikovaný partner, Microsoft: Zlatý partner, Aastra: Poskytovatel tréninku.
Také vyrábí čtečku karet a GINA box pro rakouský systém e-karet ve zdravotnictví.

## Kapsch CarrierCom AG (KCC)
Kapsch CarrierCom AG je systémový integrátor telekomunikačních řešení pro železniční operátory a provozovatele pevných, mobilních, dopravních a přístupových sítí.
Od roku 2004 společnost založila dceřiné společnosti v Moskvě, Rusku a Slovinsku a uzavřela smlouvu o společném podniku s Busi Impianti S.p.A., Itálie, čímž vznikla Kapsch-Busi S.p.A.
V roce 2014 Kapsch koupil společnost Transdyn Inc. se sídlem v Atlantě od Powell Industries, čímž založil Kapsch TrafficCom NA ve Spojených státech.
Od 26. června 2007 je 30,3 % společnosti Kapsch TrafficCom AG kotováno na primárním trhu na vídeňské burze. Kapsch Group Beteiligungs GmbH si ponechává 69,7 %. Celkově bylo na trh uvedeno 2,2 milionu nových a 1,16 milionu starých akcií. IPO byla 14krát překročena. Ve fiskálním roce 2019/20 dosáhla společnost Kapsch TrafficCom AG obratu ve výši 731,2 milionů EUR.

## Kapsch TrafficCom AG (KTC)

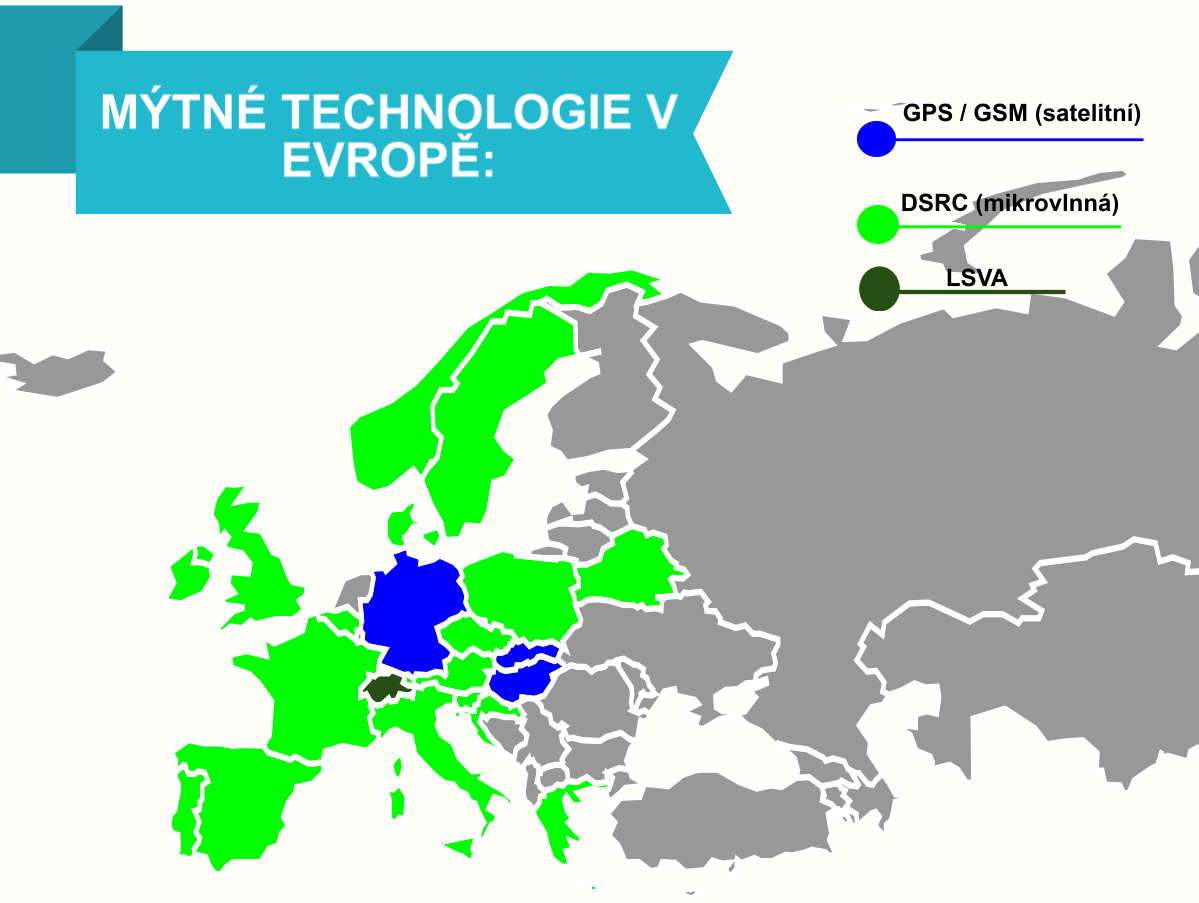
Mapa Evropy podle technologie používané pro výběr mýtného

Kapsch TrafficCom AG je mezinárodním dodavatelem “chytrých dopravních systémů”. Firma vyvíjí a prodává produkty, systémy a služby hlavně pro systémy elektronického výběru mýta. Firma se specializuje na open road tolling (ORT – Výběr mýta bez zábran a výběrčích), multi-lane free-flow (MLFF – Výběr mýta ve více pruzích najednou) a high occupancy tolling (HOT – Odstupňování sazeb mýtného podle počtu osob ve vozidle, případně vyhrazení určitých pruhů jen pro více obsazená vozidla s tím že jízda pro méně obsazená vozidla v těchto pruzích se zpoplatní).
Kapsch také dodává systémy na organizování dopravy se zaměřením na bezpečnost a řízení dopravy. Dále prodává elektronické přístupové systémy a systémy na organizování parkování.
Kapsch sídlí ve Vídni, má pobočky a podíly ve firmách ve 23 zemích. Firma se podílela na 210 montážích v 35 zemích (do března 2009) v Evropě, Austrálii, severní Americe, latinské Americe, Středním východě, Asii a v jižní Africe. Firma již vyrobila více než 13 milionů palubních jednotek (OBU) a jí vybudované systémy zpoplatňují provoz ve více než 11 300 pruzích.
Kapsch vybudoval mýtný systém pro nákladní automobily v Rakousku (zprovozněn 2004), České republice (2007), Polsku (2011) a Bělorusku (2013). Krom toho se podílela na zpoplatnění úseků komunikacích v několika dalších zemích.
Od roku 2004 založila dceřiné společnosti v Rusku a Slovinsku a společně s Busi Impianti S.p.A založila podnik se společnou majetkovou účastí Kapsch-Busi S.p.A.
Dne 26. června bylo 30,3 % akcií Kapsch TrafficCom AG kotováno na Vídeňské burze. Kapsch Group Beteiligungs GmbH si ponechalo 69,7 % akcií společnosti. Celkem bylo na trh uvolněno 2,2 milionu nových a 1,16 milionu starých akcií. Vstup na burzu byl velmi úspěšný, zájem o akcie byl 14krát vyšší než objem emitovaných akcií. Ve fiskálním roce 2013/2014 měl Kapsch TrafficCom obrat 487 milionů € a zisk před zdaněním 15,3 milionu €.
V současné době provozuje v Evropské unii mýtné systémy 18 zemí, v 15 z nich jde o systémy na bázi standardizované mikrovlnné technologie, ve 3 na bázi nestandardizované satelitní (každá země využívající satelit používá jiný standard). Kapsch vybudoval a provozuje mýtný systém pro nákladní automobily v Rakousku (zprovozněn 2004), České republice (2007), Polsku (2011) a Bělorusku (2013). Kromě toho se podílí na dopravních projektech po celém světě.